# Penschina
Die 713 km lange Penschina (russisch Пенжина) ist ein Fluss im Fernen Osten Russlands (Asien).
Sie entspringt in Ostsibirien im nördlichen Kolymagebirge. Von dort aus fließt die Penschina durch die Ausläufer dieses Hochgebirges zuerst in östlicher Richtung auf das Korjakengebirge zu, wendet sich aber dann in einem langgestreckten Bogen in Richtung Süden. Gut 60 km unterhalb des am rechten Flussufer gelegenen Rajonverwaltungszentrums Kamenskoje, unweit des größten Ortes am Fluss, Manily, mündet die Penschina in den Penschinabusen, im äußersten Norden des Ochotskischen Meeres. Größere Nebenflüsse der Penschina sind Belaja, Tschornaja, Murgal von links sowie Oklan von rechts. Die Landschaft an der Penschina ist überwiegend von borealer Waldtundra geprägt.

## Hydrologie
Die Penschina entwässert ein Areal von 73.500 km². Der mittlere Abfluss an der Mündung liegt bei etwa 695 m³/s. Der Fluss ist zwischen November und Anfang Juni eisbedeckt.

## Tierwelt
Im Flusssystem der Penschina kommen folgende Neunaugen vor: Lethenteron camtschaticum und Lethenteron reissneri. Das Flusssystem wird von Lachsfischen als Laichgewässer genutzt. Folgende Fischarten bzw. -gattungen kommen in der Penschina vor: Phoxinus, Hecht, Hipomesus olidus, Arktischer Stint (Osmerus mordax dentex), Coregonus anaulorum, Große Bodenrenke (Coregonus nasus), Coregonus sardinella, Coregonus subautumnalis, Prosopium cylindraceum, Thymallus mertensii, Buckellachs, Ketalachs, Silberlachs, Dolly-Varden-Forelle (Salvelinus malma), Japan-Saibling, Salvelinus levanidovi, Quappe und Sibirische Groppe sowie Dreistachliger und Neunstachliger Stichling.